# È la fine del mondo
È la fine del mondo (Cheese Chasers) è un film del 1951 diretto da Chuck Jones. È un cortometraggio d'animazione della serie Merrie Melodies, uscito negli Stati Uniti il 25 agosto 1951. È l'ultimo cortometraggio in cui appaiono Hubie e Bertie. Dal 1998 viene distribuito col titolo Nausea da formaggio.

## Trama
Dopo aver fatto indigestione di formaggio, Hubie e Bertie credono di non avere nient'altro per cui vivere e tentano di convincere Claude il Gatto a mangiarli. Sospettando che i topi siano avvelenati, Claude li rifiuta più volte, finendo per credere a sua volta di non poter più mangiare topi e di non avere più un motivo per vivere. Claude quindi cerca di convincere un bulldog a "massacrarlo". Il cane rimane confuso dalle azioni sia del gatto che dei topi e, dopo aver analizzato le "prove" (il formaggio, i topi e il gatto) e aver usato una macchina sommatrice per capire la situazione, conclude che "il conto non torna". Il cane poi insegue il furgone di un accalappiacani per farsi catturare, mentre Claude e i topi gli vanno dietro essendo ancora intenzionati a morire.

## Distribuzione

### Edizione italiana
Il corto arrivò in Italia direttamente in televisione negli anni ottanta. Il doppiaggio fu eseguito dalla Effe Elle Due e diretto da Franco Latini su dialoghi di Maria Pinto, i quali in alcune occasioni si discostano dagli originali; in particolare vengono completamente cambiate alcune battute di Claude, il quale afferma di non poter più mangiare topi perché una volta ne avrebbe fatto indigestione, e di volersi quindi uccidere in quanto "disonorato". Per l'uscita in VHS nel 1998 il corto fu ridoppiato dalla Angriservices Edizioni sotto la direzione di Renzo Stacchi, su dialoghi più corretti di Ruggero Busetti.

### Edizioni home video

#### VHS
Italia
- Prendi il cacio e scappa (ottobre 1998)

#### DVD e Blu-ray Disc
Il corto fu pubblicato in DVD-Video in America del Nord nel secondo disco della raccolta Looney Tunes Golden Collection: Volume 2 (intitolato Road Runner and Friends) distribuita il 2 novembre 2004, dove è visibile anche con un commento audio di Greg Ford; il DVD fu pubblicato in Italia il 16 marzo 2005 nella collana Looney Tunes Collection, col titolo Beep Beep e i suoi amici. È stato poi inserito (sempre col commento audio) nel secondo disco della raccolta DVD e Blu-ray Disc Looney Tunes Mouse Chronicles: The Chuck Jones Collection, uscita in America del Nord il 28 agosto 2012. Infine fu incluso nel secondo disco della raccolta DVD Looney Tunes Spotlight Collection Volume 8, uscita in America del Nord il 13 maggio 2014.